# 11621 Дюччіо
11621 Дюччіо  (11621 Duccio) — астероїд головного поясу, відкритий 15 серпня 1996 року.
Тіссеранів параметр щодо Юпітера — 3,151.